# 今村富雄
今村 富雄（いまむら とみお、1958年10月7日 - ）は、松濤館流 空手道師範。
彼は2度、組手でJKA主宰世界選手権を獲得し、組手でJKA全日本選手権に2度優勝している。現在、日本空手協会指導員を務める。

## 経歴
1958年10月7日に鹿児島県に生まれた。 拓殖大学を卒業。 大学入学と同時に空手を始めた。 

## 戦績
空手競技で大きな成功を収めている。 

### メジャートーナメントの成功
- 第36回JKA全日本空手道選手権（1993）-組手2位
- 第4回松濤ワールドカップ空手道選手権大会（東京、1992）-組手1位
- 第33回JKA全日本空手道選手権（1990）-組手1位
- 第32回JKA全日本空手道選手権（1989）-組手2位
- 第31回JKA全日本空手道選手権（1988）-組手1位
- 第2回松濤ワールドカップ空手道選手権大会-組手1位
- 第30回JKA全日本空手道選手権（1987）-組手3位
- 第29回JKA全日本空手道選手権（1986）-組手2位
- 第26回JKA全日本空手道選手権（1983）-組手2位